# Jason Williams (cestista 1983)
Jason James Williams, detto J.J. (New Orleans, 17 novembre 1983), è un ex cestista statunitense.

## Palmarès
- All-NBL Canada Third Team (2014)